# Sous un autre jour (téléfilm)
Ne doit pas être confondu avec Sous un autre jour (film).
Sous un autre jour est un téléfilm français réalisé par Alain Tasma, diffusé le 27 novembre 2009 sur Arte.

## Fiche technique
- Réalisateur : Alain Tasma
- Scénario : d'après le roman éponyme de Jens Christian Grondahl
- Photographie : Stéphan Massis
- Son : Laurent Lafran
- Montage : Marie-Sophie Dubus
- Musique : Cyril Morin
- Dates de diffusion : le 27 novembre 2009 sur Arte
- Durée : 105 minutes

## Distribution
- Marthe Keller : Irène
- Kurt Sobotka : Samuel
- Anne-Marie Düringer : Viviane
- Didier Sandre : Martin
- Bruno Todeschini : Thomas
- Cécile Cassel : Joséphine
- Thibault Vinçon : Pierre